# Chiara Carminati
Chiara Carminati (Udine, 7 agosto 1971) è una scrittrice e traduttrice italiana.

## Biografia
Attiva nel campo della letteratura per ragazzi come prolifica autrice, insignita, tra l'altro, del Premio Andersen (miglior scrittore nel 2012, premio della giuria nel 2015), del Premio Strega ragazzi nel 2016, e del Premio Letterario Camaiore nel 2018, svolge anche un'intensa attività di traduttrice per Arnoldo Mondadori Editore di autori tra cui si ricordano Sharon Creech, Richard Scarry e William Steig, Beatrix Potter e di promotrice della lettura presso biblioteche, scuole e istituzioni culturali.

## Opere principali
- Il mare in una rima, Milano, Mondadori, 2000 (nuova ed. Firenze, Giunti, 2018)
- Fare poesia: con voce, corpo, mente e sguardo, Milano, Mondadori, 2002 (nuova ed. Roma, Lapis, 2019)
- Nella buccia dell'astuccio, Milano, Mondadori, 2005 (ristampa 2017)
- Banana trip, San Dorligo della Valle, Einaudi ragazzi, 2006
- Diario in corsa, San Dorligo della Valle, Einaudi ragazzi, 2007
- Poesie per aria, Milano, Topipittori, 2008
- Le quattro stagioni: una storia ispirata alle musiche di Antonio Vivaldi, Milano, Rizzoli, 2008
- Storie piccole, Modena, Panini, 2008
- Perlaparola: bambini e ragazzi nelle stanze della poesia, Modena, Equilibri, 2011
- L'estate dei segreti, San Dorligo della Valle, Einaudi Ragazzi, 2012
- Fuori fuoco, Milano, Bompiani, 2014
- Le avventure di Augusta Snorifass, Milano, Mondadori, 2018
- Il carnevale degli animali, Milano, Rizzoli, 2018
- E negli occhi scintille: sette arti in sette donne, Milano, Mondadori, 2018
- Viaggia verso: poesie nelle tasche dei jeans, Milano, Bompiani, 2018
- Una storia e poi... in letargo!, San Dorligo della Valle, Einaudi ragazzi, 2019
- Poesie per aria, Milano, Topipittori, 2020
- Un pinguino a Trieste, Milano, Bompiani, 2021
- Pirata Graffio e Capitan Losco, Milano, RCS, 2023
- Nella tua pelle, Bompiani, 2024